# Казеевка (Инсарский район)
Казеевка — село в Инсарском районе Мордовии. Входит в состав Кочетовского сельского поселения.
Законом от 19 мая 2020 года № 29-З в июне 2020 года Казеевское сельское поселение и одноимённый ему сельсовет упраздняются, село включается в Кочетовское сельское поселение и одноимённый ему сельсовет.

## Название
Название-антропоним: владельцами этого населённого пункта были служилые люди Казеевы.

## География
Находится на речке Вязере, в 10 км от районного центра и 28 км от железнодорожной станции Кадошкино.

## История
В «Списке населённых мест Пензенской губернии» (1869) Верхняя Вязера (Казеевка) — село казённое из 127 дворов Инсарского уезда.
В «Списке населённых пунктов Средне-Волжского края» (1931) значатся Старая Казеевка и Новая Казеевка.
В 1971 году села Старая Казеевка и Новая Казеевка объединены в один населённый пункт село Казеевку.

## Население
| 1989 | 2002 | 2010 | 2012 | 2013 | 2014 | 2015 |
| ---- | ---- | ---- | ---- | ---- | ---- | ---- |
| 408  | ↘368 | ↘302 | ↘292 | ↘285 | ↘279 | ↘271 |
| 2016 | 2017 | 2018 | 2019 | 2020 |      |      |
| ↘264 | ↘248 | ↘243 | ↘236 | ↘227 |      |      |

Национальный состав
Согласно результатам Всероссийской переписи населения 2002 года, в национальной структуре населения русские составляли 95 %.

## Инфраструктура
В современном селе — отделение ГУП «Совхоз им. Желябова» (202 хозяйства); школа, библиотека, клуб, магазин, медпункт, отделение связи.

## Источник
- Энциклопедия Мордовия, Л. Н. Лапшова.